# みゆ (女優)
みゆ（1979年8月18日 - ）は、大阪府出身の女優。帰国子女で、筑波大学出身。特技は英会話。

## 略歴
テレビドラマやVシネマで活躍。2003年映画「飼育の部屋 終のすみか」のヒロインを演じ、2004年初ヘアヌードDVD「AMEUZU」と同名のヘアヌード写真集AMEUZUを発売。

## 出演

### ドラマ
- 「トリック2」ANB
- 「金田一少年の事件簿」NTV
- 「ハンドク」TBS

### 映画
- ドラゴン・ヘッド
- 飼育の部屋 終のすみか（2003年　監督横井健司）初主演

### Vシネマ
- みこすり半劇場（2004年　監督中野貴雄）

### イメージDVD
- AMEUZU

### 写真集
- AMEUZU（廣済堂出版、2003年12月）ISBN 978-4331510186